# Gregory Zalcman

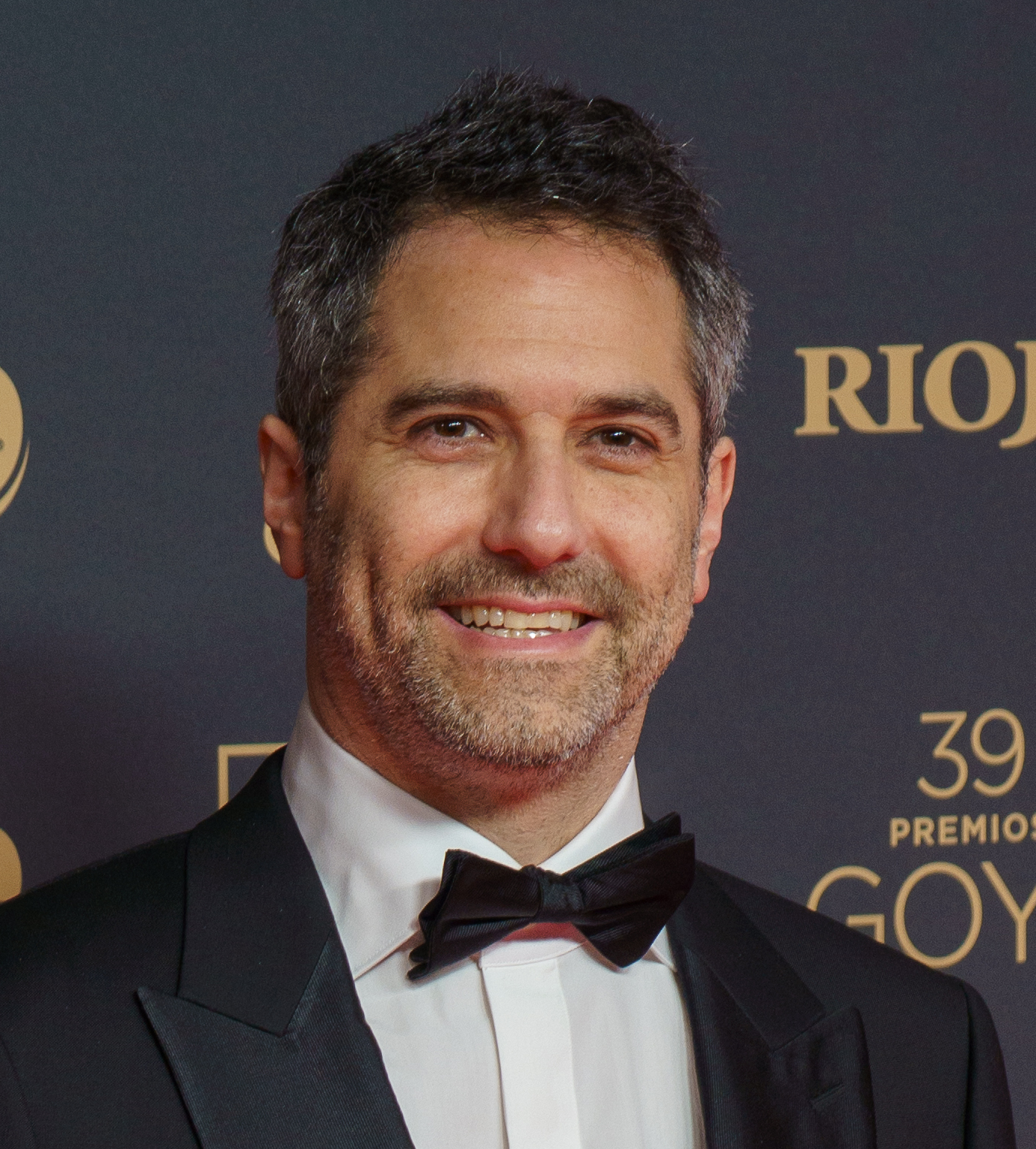
Gregory Zalcman bei der Goya-Preisverleihung 2025

Gregory Zalcman ist ein belgischer Filmproduzent. Als Produzent von Flow gewann er 2025 einen Oscar für den Besten Animationsfilm.

## Karriere
Zalcman begann seine Filmkarriere 2009 mit Hudud und arbeitet seitdem beim Produktionsunternehmen „Take Five“. Darauf folgten über fünfzig Kurz- und Langfilmproduktionen. Für die Ko-Produktion des Spielfilms Hochwald wurde er 2021 für den Österreichischen Filmpreis in der Kategorie Bester Spielfilm nominiert. Im Jahr 2024 produzierte er den Animationsfilm Flow zusammen mit Regisseur Gints Zilbalodis und den Produzenten Ron Dyens und Matīss Kaža. Für den Film wurden sie vielfach ausgezeichnet, unter anderem bei der Oscarverleihung 2025 für den Besten Animationsfilm. In einem Interview sagte er, dass die Nominierung der belgischen Filmindustrie hoffentlich einen Schub gebe.

## Filmografie (Auswahl)
- 2009: Hudud
- 2010: Football Made in Africa (Fernsehserie)
- 2012: À la recherche du Prince Charmant (Fernsehfilm)
- 2014: Halfvolle (Kurzfilm)
- 2014: Ed & Shoeldaer
- 2014: Football Made in Brazil (Fernsehserie)
- 2015: Letzte Tür im Süden (Kurzfilm)
- 2015: Twilight of a Life
- 2017: Le Scénariste (Kurzfilm)
- 2018: Flash (Kurzfilm)
- 2018: Emma Peeters
- 2019: Sous le cartilage des côtes
- 2020: Étouffés (Kurzfilm)
- 2020: Hochwald
- 2021: Misha and the Wolves
- 2022: La passante (Kurzfilm)
- 2023: Marée Haute (Kurzfilm)
- 2023: The Belgian Wave
- 2024: Flow

## Auszeichnungen
- 2021: Österreichischer-Filmpreis-Nominierung in der Kategorie Bester Spielfilm für Hochwald
- 2024: Europäischer-Filmpreis-Nominierung in der Kategorie Bester europäischer Film für Flow
- 2025: CIC Award in der Kategorie Bester internationaler Film für Flow
- 2025: PGA-Award-Nominierung in der Kategorie Bester Produzent eines Animationsfilms für Flow
- 2025: BAFTA-Nominierungen in den Kategorien Bester Kinder- und Familienfilm und Bester Animationsfilm für Flow
- 2025: Oscar in der Kategorie Bester Animationsfilm für Flow